# Barbarian II
Barbarian II è un videogioco d'azione pubblicato dalla Psygnosis per Amiga e Atari ST nel 1991, seguito di Barbarian. Ha per protagonista un barbaro che deve esplorare ambienti a piattaforme (solo il primo livello si svolge in una foresta piana, priva di piattaforme) affrontando nemici umani e mostri.